# Strupen (sjö)
Strupen är en sjö i Norrköpings kommun i Östergötland och ingår i Kilaån-Motala ströms kustområde. Sjön har en area på 0,0938 kvadratkilometer och ligger 110,5 meter över havet.
Strupen är långsmal och avvattnas norrut mot sjön Strålen. Vandringsleden Östgötaleden går strax öster om sjön. Sjön är mest känd för att stugorna från Wild kids tre första säsonger fortfarande står kvar.

## Delavrinningsområde
Strupen ingår i delavrinningsområde (651146-152752) som SMHI kallar för Inloppet i Svängbågen. Medelhöjden är 113 meter över havet och ytan är 16,21 kvadratkilometer. Det finns inga avrinningsområden uppströms utan avrinningsområdet är högsta punkten. Avrinningsområdets utflöde Pjältån (Storån) mynnar i havet. Avrinningsområdet består mestadels av skog (90 procent). Avrinningsområdet har 1,06 kvadratkilometer vattenytor vilket ger det en sjöprocent på 6,5 procent.